# Смертогонець II
Смертогонець II (англ. Deathstalker II), також відомий як Смертогонець II: Дуель титанів, — аргентинсько-американська комедійно-фентезійний — фільм 1987 року режисера Джима Вінорскі та продовження фільму «Смертогонець» 1983 року. Він був написаний Нілом Руттенбергом (з обширним незазначеним переписом Вінорскі, Терлескі та Р. Дж. Робертсоном), а в головних ролях Джон Терлескі, Монік Габріель, Джон Лазар і Марія Сокас. Терлескі замінив Ріка Гілла, головного героя попереднього фільму, у головній ролі Смертогонця. Це останній фільм про меч і чаклунство, знятий Роджером Корманом в Аргентині протягом 1980-х років.
Завдяки низькій вартості виробництва та сприйнятій самосвідомості фільму Вінорскі назвав фільм «своєрідною анахронічною комедією».
У фільмі принцесу замінює її злий клон. Намагаючись повернути своє королівство, вона видає себе за провидицю.

## Сюжет
Принцеса Еві з королівства Джзафір одержима чаклуном Джераком, який створює злий клон Еві. Через клона Джерак і його хтивий і небезпечний союзник Султана правлять над Джзафіром. Справжня Еві вислизає від контролю Джерака, і, видаючи себе за провидицю Ріну, вона звертається за допомогою до відомого героя Смертогонця. Разом вони борються проти сил зла, щоб повернути королівство Еві.

## У ролях
| Актор                 | Роль                                              |
| --------------------- | ------------------------------------------------- |
| Джон Терлеський       | Смертогонець                                      |
| Монік Габріель        | провидиця Ріна/принцеса Еві                       |
| Джон Лазар            | чаклун Ярек                                       |
| Тоні Нейплз           | султана                                           |
| Марія Сокас           | Королева амазонок                                 |
| Маркос Войнскі        | пірат                                             |
| Ді Бухер              | чемпіон Амазонії борець Горго (у ролі Квін Конга) |
| Жак Арндт             | первосвященик в титрах: Джейк Арнт                |
| Каріна Даві           | молода амазонка                                   |
| Джим Вінорскі         | помираючий солдат у ролі Арча Стентона            |
| Дуглас Мортімер       | людина в чорному                                  |
| Марія Луїза Карнівані | охорониця                                         |
| Лео Ніколс            | піратський Гітмен Перший                          |
| Френк Сісті           | піратський Гітмен Другий                          |
| Ред Сандс             | піратський Гітмен Третій                          |
| Ден Савіо             | піратський Гітмен Четвертий                       |
| Вільям Фельдман       | піратський Гітмен П'ятий                          |
| Нік Сарданскі         | жертва Еві                                        |

## Виробництво
Роджер Корман уклав угоду про створення кількох фільмів про меч і чаклунство в Аргентині в рамках угоди про спільне виробництво з Aries Cinematográfica Argentina, з яких «Смертогонець II» був останнім. Корман попросив Джима Вінорскі, який щойно зняв для Кормана «Чопінг Молл» (1986), поставити його. Вінорскі сказав, що Корман був засмучений тим, що йому не випала можливість продюсувати «Конана-варвара» (1982): «він мав би зробити Конана, але не зробив, його зробив хтось інший, і він сказав: „Я скопіюю його“, і ось що він зробив».

### Кастинг
Вінорскі залучив кількох акторів, з якими працював раніше, у тому числі Джона Терлескі. У той час Терлеський зустрічався з Монік Габріель, а також з Тоні Нейплз, і обидва були обрані для акторського складу. Вінорскі також найняв Джона Лазара, оскільки він був у фільмі «За Долиною ляльок» (1970).
Вінорскі описав роботу з Марією Сокас, яка вже знялася у фільмі «Воїн і чарівниця» (1984; другий фільм про меч і чаклунство, знятий Корманом в Аргентині), так: «Марія Сокас була/є дуже милою людиною, вона намагалася зіграти роль [королеви амазонок] серйозно, і врешті-решт я просто сказав: „Грай серйозно, а ми зіграємо навколо тебе комедію“».

Пізніше Монік Габріель описала цей фільм як свій улюблений:
Це були дуже складні зйомки, в певному сенсі, тому що ми знімали в Аргентині, і в нашому сценарії було багато трюків, які неможливо було виконати з тими обмеженнями, які вони мали там, внизу. Це було небезпечно, і було багато проблем. Мене ледь не впустили в каструлю з водою, яка, на щастя, не була киплячою (а мала б бути). Але, крім усього цього, це був мій улюблений фільм, тому що мені подобалася роль, яку я грала. Мені довелося грати подвійних персонажів.
Винорскі сказав, що «мені довелося багато чого зробити», щоб змусити Габріель зіграти комедію: «У неї було більше шансів зіграти злу королеву, але я сказав: „Ти повинна зіграти саму себе“, що дуже мило, і „ти повинна зіграти [її] як смішну, знаєте, безхатченчиху“, і вона так і зробила, вона зробила гарну роботу».

### Написання
Існував сценарій Ніла Руттенберґа, який Винорскі вважав «жахливим», тож він переписав його разом із Терлескі та постійним співавтором Р. Джей Робертсоном. Винорскі сказав, що оригінальний сценарій «намагався бути фільмом про Конана, і я просто сказав, знаєте, „не те, що я хочу робити“. Я хочу розважати, і у мене був Джон, який був дуже, дуже привабливим, і у мене були Тоні і Монік, і Джон (Лазар), і Квін Конг, коли вона була там, і деякі з іспанських акторів дуже добре говорили англійською, і вони були дуже раді зробити щось інше».
Вінорскі пояснив: «ми зробили свою версію „Це сталося якось вночі“ (1934)». Він написав дві частини для Монік Габріель, «оскільки це дало мені додаткову людину, мені потрібно було багато людей, які розмовляють англійською, і тому, створивши подвійну роль для Монік, я створив ще одного персонажа, і щовечора ми з Джоном поверталися до готелю, переписували новий матеріал і знімали його протягом наступних кількох днів».

### Зйомки
Вінорскі повторно використав декорації з попередніх фільмів про меч і чаклунство, знятих в Аргентині Корманом. Він також заявив, що «на той час, коли я приїхав туди, декорації були майже розбиті, тому що, думаю, я був останнім, хто користувався ними перед тим, як їх знесли».
Вінорскі сказав, що продюсер, Френк Айзек, був «дуже засмучений», бо вони постійно змінювали оригінальний сценарій: «ірешті-решт він [Айзек] так розлютився, що зателефонував Роджеру Корману, і сім'я Роджера Кормана приїхала, а Роджер подивився щоденники і сказав: „Це чудово, продовжуйте“». Коли Корман повернувся до Каліфорнії, Вінорскі попросив його прислати туди найбільшу леді-борчиню, яку він зможе знайти. Корман найняв для виробництва Ді Бухер, і тому Вінорскі зняв з нею сцену Квін-Конг.
Вінорскі заявив, що аргентинські продюсери «не хотіли витрачати гроші на цю постановку, і було важко змусити їх виділити трохи грошей на масовку чи ще щось, але, знаєте, Роджер продовжував дзвонити і казати, що ти винен мені це, віддай хлопцеві — і знову ж таки, ми намагалися бути веселими, не витрачаючи багато грошей, і я думаю, що нам це зійшло з рук, багатьом людям сподобався фільм, тому що він зовсім не сприймає себе серйозно. Це комедія з екшеном».

## Перевипуск
Фільм був перевипущений у 2000-х роках компанією Shout! Фабрика як «Культова класика Роджера Кормана: Колекція меча та чаклунства». У колекції представлені «Смертогонець», «Смертогонець II», «Смертогонець і воїни з пекла» і «Смертогонець IV: Матч титанів»..
Випуск «Смертогонець II» у цій колекції значно відрізняється від попередніх випусків VHS та DVD. Він містить нову анаморфну широкоформатну передачу (1,78:1) і затверджену режисерську версію фільму.